# (12350) Feuchtwanger
(12350) Feuchtwanger est un astéroïde de la ceinture principale.

## Description
(12350) Feuchtwanger est un astéroïde de la ceinture principale. Il fut découvert le 23 avril 1993 à Tautenburg par Freimut Börngen. Il présente une orbite caractérisée par un demi-grand axe de 2,55 UA, une excentricité de 0,16 et une inclinaison de 6,3° par rapport à l'écliptique.

## Compléments